# Damien Sargue
Damien Sargue (ur. jako Damien Gras 26 czerwca 1981 w Caen) – francuski piosenkarz i aktor musicalowy.

## Życiorys
Damien Sargue urodził się 26 czerwca 1981 roku w Caen. Po rozwodzie rodziców wraz z matką przeprowadził się do jej brata Juliena w Normandii. Gdy miał 8 lat marzył o trenowaniu judo, jednak matka zapisała go do Szkoły Przedstawień Rozrywkowych (fr. l'École des variétés) w Caen. Podczas uczęszczania do szkoły po początkowym rozczarowaniu odkrył w sobie pasję do muzyki, śpiewu i tańca.
W 1991 roku, jako dziesięciolatek wziął udział w telewizyjnym konkursie Les Numéros 1 de Demain prowadzonym przez Jeana-Pierre’a Foucaulta jako część programu Sacrée Soirée. W konkursie tym wykonywał autorską piosenkę „Emmène-moi”, której tekst poruszał temat adopcji. Ostatecznie odniósł w nim zwycięstwo. Kilka tygodni po finale konkursu wytwórnia Baxter zaproponowała mu wydanie singla z piosenką „Emmène-moi”. Artysta wydał singla pod pseudonimem Damien Danza. Po tym wydarzeniu mając na uwadze zdanie rodziców skupił się na nauce, zaś podczas dni wolnych od szkoły brał udział w konkursach piosenki odbywających się na terenie całej Francji.
W 1997 roku Damien Sargue wziął udział w Festiwalu Piosenki Francuskiej w Cannes, który wygrał w kategorii debiutów. Po kilku miesiącach dołączył do obsady powstającego wtedy musicalu Notre-Dame de Paris, w którym dano mu rolę rzeźbiarza. Rolę tę ostatecznie usunięto ze scenariusza, a Damienowi zaproponowano funkcję dublera Brunona Pelletiera (Gringoire) i Patricka Fioriego (Phoebus). Na scenie zadebiutował 25 października 1998 roku. Musical cieszył się dużym zainteresowaniem publiczności, w związku z czym wystawiono go ponad 80 razy na deskach teatrów we Francji, Belgii i Kanadzie. Podczas jednego z występów został zauważony przez Gerarda Presgurvica, który zaproponował mu rolę Romea w mającym premierę w 2001 roku musicalu Roméo et Juliette, de la Haine à l’Amour. Musical był bardzo popularny zarówno we Francji, jak i na całym świecie. Ze względu na zmęczenie częstymi występami Damien Sargue postanowił zrezygnować z grania w musicalu - ostatni raz pojawił się na scenie w czerwcu 2002 roku w Genewie.
Pod koniec 2002 roku zaczął pracę nad solowym albumem. Do współpracy zaprosił znanych francuskich muzyków, w tym m.in. Calogera i Souchona. W drugiej połowie 2003 zaprezentował singel „Quelque chose pour quelqu’un”, a w 2004 – dwa kolejne: „Merci” i „Elle vient quand elle vient”. Również w 2004 zagrał kilka koncertów i wziął udział w kilku programach telewizyjnych i radiowych, by następnie odsunąć się z życia publicznego. W 2005 użyczył głosu Raulowi w drugiej francuskojęzycznej wersji filmu Joela Schumachera Upiór w operze.
Pod koniec 2006 roku, za namową Gerarda Presgurvica wyruszył do Seulu, by wraz z nową obsadą wziąć udział w przygotowaniach do nowej wersji musicalu Romeo et Juliette. 20 stycznia 2007 roku wystąpił podczas premierowego spektaklu, wystawionego na deskach Sejong Center for the Performing Arts.
23 marca 2007 roku w Korei Południowej i na Tajwanie wydał swój debiutancki album studyjny, zatytułowany po prostu Damien Sargue. 
W 2010 roku Damien Sargue powrócił na teatralne deski za sprawą występów w musicalu Roméo et Juliette, les enfants de Vérone.
Od 28 września do 12 października 2013 roku brał udział w czwartej edycji programu Danse avec les stars, będącym francuską wersją formatu Dancing with the Stars. Jego partnerką taneczną była Candice Pascal, z którą odpadł w trzecim odcinku, zajmując dziewiąte miejsce. W 2013 roku wziął ponadto udział w nagraniach do albumu kompilacyjnego zatytułowanego Forever Gentleman.
W 2014 roku uczestniczył w nagraniach do albumu kompilacyjnego pod tytułem Latin Lovers, zawierającego piosenki w języku francuskim, angielskim, hiszpańskim, portugalskim i włoskim. Album trafił do sprzedaży 23 czerwca 2014 roku.

## Dyskografia
Na podstawie.

### Albumy

#### Studyjne
- Damien Sargue (2007)

#### Kompilacyjne
- Romeo et Juliette, de la haine à l’amour (2000)
- Romeo et Juliette, de la haine à l’amour: L’Integrale (2000)
- Romeo et Juliette, de la haine à l’amour: Live (2001)
- Roméo et Juliette, les enfants de Vérone (2009)
- Génération Goldman: Volume 2 (2013)
- Forever Gentlemen (2013)
- Latin Lovers (2014)
- Forever Gentlemen Vol. 2 (2014)
- Les 3 Mousquetaires (2016)

### Single
- „Emmène-moi” (1991)
- „Les Rois du monde” (z Philippe’em d’Avillą i Grégorim Baquetem; 2000)
- „Aimer” (z Cécilią Carą; 2000)
- „On dit dans la rue” (z Philippe’em d’Avillą i Grégorim Baquetem; 2001)
- „Quelque chose pour quelqu’un” (2003)
- „Merci” (2004)
- „Elle vient quand elle vient” (2004)
- „Avoir 20 ans” (z Johnem Eyzenem i Cyrilem Niccolaïem; 2009)
- „Vous les femmes (Pobre diablo)” (z Nuno Resende i Julio Iglesiasem Jr.; 2014)
- „Un jour” (2015)
- „J’ai besoin d’amour comme tout le monde” (2016)